# George Harris
George Harris, född 20 oktober 1949 på Grenada i Karibien, är en brittisk skådespelare. I filmen Harry Potter och Fenixorden från 2007 spelar han Kingsley Shacklebolt.

## Filmografi
- The Sweeney, som Zak Franklyn, (1976)
- Flash Gordon, som Prince Thun av Ardentia (1980)
- Jakten på den försvunna skatten som Katanga (1981)
- I mördarens spår 2 som Vernon Allen (1992)
- The Bill, 'Walking The Line' som Mr Price (1999)
- Black Hawk Down som Osman Atto (2001)
- Casualty som Clive King (1986)
- Layer Cake som Morty (2004)
- Tolken som Kuman-Kuman (2005)
- Nattskiftet som Errol Hill (2004 och 2005)
- Harry Potter och Fenixorden som Kingsley Shacklebolt (2007)
- Harry Potter och dödsrelikerna som Kingsley Shacklebolt (2010-2011)